# Tyrese Maxey
Tyrese Maxey (ur. 4 listopada 2000 w Dallas) – amerykański koszykarz, występujący na pozycji rozgrywającego, obecnie zawodnik Philadelphia 76ers.
W 2019 wystąpił w spotkaniach wschodzących gwiazd − Jordan Brand Classic, McDonald’s All-American, Nike Hoop Summit. Został też wybrany najlepszym zawodnikiem amerykańskich szkół średnich stanu Teksas (Texas Mr. Basketball).

## Osiągnięcia
Stan na 1 czerwca 2024, na podstawie, o ile nie zaznaczono inaczej.
NCAA
- Mistrz sezonu regularnego konferencji Southeastern (SEC – 2020)
- MVP Bluegrass Sports Commission (2020)
- Zaliczony do:
  - I składu najlepszych pierwszorocznych zawodników SEC (2020)
  - II składu SEC (2020)
  - składu Southeastern Conference First-Year Academic Honor Roll (2020)
- Najlepszy pierwszoroczny zawodnik kolejki SEC (11.11.2019, 30.12.2019, 13.01.2020)

NBA
- Laureat nagród:
  - największy postęp NBA (2024)[4]
  - NBA Sportsmanship Award (2024)[5]
- Uczestnik:
  - meczu gwiazd NBA (2024)[6]
  - miniturnieju Clorox Rising Stars (2022)[7]
  - konkursu drużynowego KIA Skills Challenge (2024)[8]

Reprezentacja
- Mistrz Ameryki U–18 (2018)